# Хабјановци
Хабјановци су насељено место у саставу општине Бизовац у Осјечко-барањској жупанији, Република Хрватска.

## Историја
До територијалне реорганизације у Хрватској налазили су се у саставу старе општине Валпово.

## Становништво
На попису становништва 2011. године, Хабјановци су имали 460 становника.

## Попис1991.
На попису становништва 1991. године, насељено место Хабјановци је имало 590 становника, следећег националног састава:
| Попис 1991.‍ | Попис 1991.‍ | Попис 1991.‍ | Попис 1991.‍ | Попис 1991.‍ |
| ----------- | ----------- | ----------- | ----------- | ----------- |
|             |             |             |             |             |
| Хрвати      | Хрвати      |             | 582         | 98,64%      |
| Словаци     | Словаци     |             | 3           | 0,50%       |
| Муслимани   | Муслимани   |             | 1           | 0,16%       |
| Срби        | Срби        |             | 1           | 0,16%       |
| непознато   | непознато   |             | 3           | 0,50%       |
| укупно: 590 |             |             |             |             |